# ام‌اچ‌پی آرنا
ام‌اچ‌پی آرنا ورزشگاهی واقع در شهر اشتوتگارت، آلمان است. این ورزشگاه تا ۱۹۹۳ «ورزشگاه نکار» نام داشت. این نام از روی رودخانه نکار است که در همان نزدیکی‌ها واقع شده. این ورزشگاه که در سال ۱۹۳۳ ساخته شده ۵۸ هزار نفر گنجایش دارد و ورزشگاه اختصاصی تیم باشگاه فوتبال اشتوتگارت در بوندسلیگا است. زمانی که تیم اشتوتگارتر کیکرز در بوندسلیگا بود این تیم نیز از این ورزشگاه استفاده می‌کرد.

## تاریخ
ورزشگاه در ۱۹۳۳ از روی طرح‌های پل بوناتز، معمار آلمانی، ساخته شد. مدت کمی پس از ساخته شدن نام آن را به «آدولف-هیتلر-کمپف باهن» تغییر دادند. از ۱۹۴۵ تا ۱۹۴۹ «ورزشگاه قرن» خوانده می‌شد و بعدها «کمپف باهن». در این سال‌ها نیروهای آمریکا در آن بیسبال بازی می‌کردند. از ۱۹۴۹ به بعد از نام «ورزشگاه نکر» استفاده شده‌است.
در اواخر ۱۹۸۰ و اوایل دهه ۱۹۹۰ مرمت و بازسازی بزرگی در ورزشگاه صورت گرفت و هزینه‌های این کار بخشا توسط کارخانه دایملر-بنز تأمین شده بود. از همین رو «شورای شهر اشتوتگارت» آن را تقدیم به گوتلیب دایلمر (از اولین مخترعان صنعت ماشین که در دهه ۱۸۸۰ اختراعاتش را در این منطقه امتحان کرده بود) کرد و نامش را به نام او تغییر داد. ساختمان اصلی باشگاه، موزه جدید و کارخانه‌ای از مرسدس بنز در نزدیکی واقعند.

### تاریخ برگزاری بازی‌های مهم
ورزشگاه در ۱۹۵۹ میزبان دیدار «فینال جام باشگاه‌های اروپا» بود که بین رئال مادرید و «استاد ده ریم» و با پیروزی رئال مادرید خاتمه یافت.
ورزشگاه گوتلیب دایملر اولین بار در جام جهانی ۱۹۷۴ میزبان چهار بازی (سه تا مرحله اول و یکی مرحله دوم) بود. از جمله دیدار حساس آرژانتین و ایتالیا که ۱-۱ مساوی تمام شد.
سپس در مسابقات جام ملت‌های اروپا در ۱۹۸۸ میزبان دو بازی بود. یکی بازی ایرلند و انگلستان در مرحله اول که با پیروزی ۱-۰ ایرلند خاتمه یافت و یکی بازی حساس شوروی و ایتالیا در نیمه نهایی که با پیروزی ۲-۰ شوروی و راه یافتن این تیم به فینال خاتمه یافت. در همین سال فینال جام باشگاه‌های اروپا نیز مجدداً در این ورزشگاه انجام شد. این بار تیم‌های پی‌اس‌وی آیندهوون و بنفیکا فینال را برگزار کردند و پس از تساوی ۰-۰ آیندهوون در ضربات پنالتی برنده شد و جام را به خانه برد.
در جام جهانی ۲۰۰۶ این ورزشگاه میزبان ۶ بازی بود و یکی از مهم‌ترین ورزشگاه‌های جام بود. ۵ بازی گروهی و یک بازی رده بندی در این ورزشگاه برگزار شدند.